# کتابخانه ملی قطر
کتابخانه ملی قطر (به عربی: مکتبة قطر الوطنیة) یک کتابخانه ملی در قطر است که در دوحه واقع شده‌است.